# Invencível Armada
A Armada Invencível(português europeu) ou Invencível Armada (em português brasileiro) (em castelhano: "Grande y Felicísima Armada"), também referida como "la Armada Invencible" (castelhano) ou "the Invincible Fleet" (inglês), com certo tom irônico, pelos ingleses no século XVI, foi uma esquadra reunida pelo rei Filipe II de Espanha em 1588 para invadir a Inglaterra. A Batalha Naval de Gravelines foi o maior combate da não declarada Guerra Anglo-Espanhola e a tentativa de Filipe II de neutralizar a influência inglesa sobre a política dos Países Baixos Espanhóis e reafirmar hegemonia na guerra nos mares.
A armada era composta por 130 navios bem artilhados, tripulados por 8 000 marinheiros, transportando 18 000 soldados e estava destinada a embarcar mais um exército de 30 000 infantes. No comando, o Duque de Medina-Sidônia seguia num galeão português, o São Martinho. No combate no Canal da Mancha, a Marinha Real de Elizabeth I da Inglaterra impediu o embarque das tropas em terra, frustraram os planos de invasão e obrigaram a Armada a regressar contornando as Ilhas Britânicas. Na viagem de volta, devido às tempestades, cerca de metade dos navios se perdeu. O episódio da armada foi uma grave derrota política e estratégica para a coroa espanhola e teve grande impacto positivo para a identidade nacional inglesa.

## Antecedentes
Três importantes fatores estão na base da decisão do monarca espanhol em tentar invadir a Inglaterra. Em primeiro lugar, a coroa espanhola enfrentava a rebelião dos exércitos holandeses em suas possessões em Flandres e em territórios dos atuais Países Baixos, Bélgica e Luxemburgo, herdadas por Filipe II de seu pai, Carlos I. A manutenção do domínio nos Países Baixos tinha grande importância estratégica e comercial para o Império Espanhol, mas envolvia também o enfrentamento do crescente poder protestante na Europa, representado ali pelos calvinistas das províncias do norte.
Isto apresenta o segundo fator: a Espanha era então a principal força aliada da Igreja Católica e estava envolvida, política e militarmente, tanto na defesa do cristianismo contra os muçulmanos no Mediterrâneo quanto na contrarreforma católica em face ao surgimento dos protestantes na Europa. 
Os nobres calvinistas em Flandres sempre contaram com apoio inglês, especialmente nas operações navais e naquele momento sofriam graves derrotas em terra diante do comando de Alexandre Farnésio, o Duque de Parma, à frente dos exércitos espanhóis. Com a França há décadas neutralizada por sucessivas derrotas para os espanhóis, como em Pavia, San Quintín e na batalha terrestre de Gravelinas, e o Sacro Império Romano-Germânico eternamente nas mãos dos Habsburgo (família à qual pertencia Filipe II), a queda dos ricos porém vulneráveis aliados comerciais holandeses isolaria de vez a Inglaterra. 
Para fazer frente a isto, a rainha Isabel I ordenou ou apoiou diversas ações, do envio de tropas para a Holanda à cessão de cartas de corso para piratas ingleses, habituais ameaças às frotas espanholas do novo mundo. Os corsários ingleses davam caça aos galeões espanhóis no Atlântico e no Pacífico. Apesar da notabilidade dessas ações, foram raros os sucessos, no entanto, desde a organização da frota das índias espanholas para a proteção dos carregamentos de ouro vindos do novo mundo. Foi durante estas lutas que sir Francis Drake se notabilizou. Regressava à Inglaterra carregado de grandes tesouros depois de ter incursado numa viagem de circum-navegação. Isabel I aceitava serenamente os protestos espanhóis bem como a sua parte dos saques, já que a guerra dos "aventureiros mercadores", como eram designados os corsários na Inglaterra, era feita com apoio da coroa. O efeito do apoio inglês direto ou indireto impedia a derrota final dos holandeses e a longa guerra há muito não era mais suportável para a economia da coroa espanhola, à beira da bancarrota. Se tornou prioritário neutralizar a Inglaterra.
Finalmente, as questões religiosas agravaram a rivalidade entre as duas nações: Filipe II apoiava activamente a causa católica e conspirava na Inglaterra para colocar Maria Stuart, rainha de Escócia, católica, no trono britânico e depor a protestante Isabel I. Foi precisamente a execução de Maria Stuart que serviu de último motivo para a guerra aberta entre os dois países.
Filipe II decidiu então concentrar uma gigantesca frota no estuário do Tejo para a invasão. Aproximadamente um terço desta frota (43 navios) era portuguesa. Sabendo da notória supremacia dos Tercios de infantaria espanhóis, sobre todos os exércitos contemporâneos, e da fragilidade inglesa em terra, planejou uma invasão maciça pelo canal da mancha utilizando o exército do Duque de Parma estacionado em Flandres. Para tanto precisaria efetuar o maior desembarque naval da história até então, daí a enormidade da frota necessária.
Filipe II era então também rei de Portugal em função da União Dinástica Ibérica, pelo que alguns dos navios utilizados faziam parte da frota portuguesa. Um dos principais esquadrões de batalha era chamado de "Esquadra Portugal", tendo alguns dos melhores galeões de guerra do mundo. Grande parte dos pilotos, marinheiros e soldados da Invencível Armada eram portugueses, apesar de serem comandados por espanhóis. Tal facto gerou controvérsia na altura, dado que os portugueses, ainda pouco acostumados com as consequências da união dinástica com o Império Espanhol, não se sentiam à vontade a combater em navios do seu país e serem comandados por espanhóis. Os ingleses, pelo seu lado, conseguiram tomar maior proveito dos seus navios de guerra. Cada esquadra era comandada de acordo com a nacionalidade dos capitães, homens e navios. Desta forma, evitavam-se motins ou outras acções de insurreição.

## O confronto - Batalha Naval de Gravelines
A ordem de partida foi para dia 25 de abril, mas a armada saiu de Lisboa a 28 de maio de 1588, com 130 barcos, 8 mil marinheiros e 18 mil soldados. O plano era destruir a frota inglesa que guardava o Canal da Mancha e ao mesmo tempo desembarcar próximo a Londres o exército do Duque de Parma, de 30 mil soldados, que aguardava nos Países Baixos Espanhóis.
Só após 15 dias os espanhóis conseguiram avistar a Inglaterra. Durante este tempo, a falta de vento na costa portuguesa e uma tempestade junto ao cabo Finisterra dispersaram os navios. Durante alguns dias, em pleno Canal da Mancha, as frotas estudaram-se uma à outra sem atacar. Apesar de ter tido oportunidade de atacar a frota inglesa, imobilizada em Plymouth pela ação da maré, o comando espanhol parece ter sido expressamente ordenado por Filipe II para dar prioridade à operação de embarque de tropas e não correr riscos de perda de navios antes da hora. Contrariando conselhos dos seus capitães, que consideravam o ataque viável, Medina Sidonia decidiu seguir ruma à ilha de Wight, com destino à costa continental. 
Os ingleses, comandados pelo célebre corsário sir Francis Drake, mantinham-se imediatamente atrás deles, a pouca distância. Depois de escaramuças inconclusivas entre as duas frotas, dois navios espanhóis colidiram e foram abandonados. Tal fato ajudou Drake a conhecer vulnerabilidades dos navios do inimigo que lhe serviriam mais tarde. A operação de embarque de tropas revelou-se mal planeada. O porto de Dunquerque, escolhido para reunir e embarcar as tropas sofreu bloqueio por navios holandeses e a armada teve de aportar em Calais. Os grandes galeões não podiam se aproximar da praia e o transporte dependia de barcos leves que por sua vez dependiam de embarque por botes. Navios holandeses leves ameaçavam tanto as grandes embarcações, que precisavam limitar suas manobras para receber embarques, quanto os botes de transporte. 
A comunicação entre as tropas em terra e os navios foi problemática. Ao mesmo tempo os grandes galeões, que deviam proteger os navios de transporte da Armada, foram constantemente ameaçados pelas manobras inglesas. Às duas da manhã da segunda-feira seguinte, preparava o conselho de guerra inglês seis urcas velhas — os navios de fogo — que abarrotou de combustível e enviou para o seio da esquadra espanhola, cada uma com seu piloto que a iria dirigir, com o auxílio da maré. Uma vez bem próximo do centro da esquadra eram ateadas as barcas, fugindo os pilotos nos seus batéis. Temendo que os navios fossem incendiados, muitas tripulações cortaram precipitadamente suas âncoras para se mobilizarem.

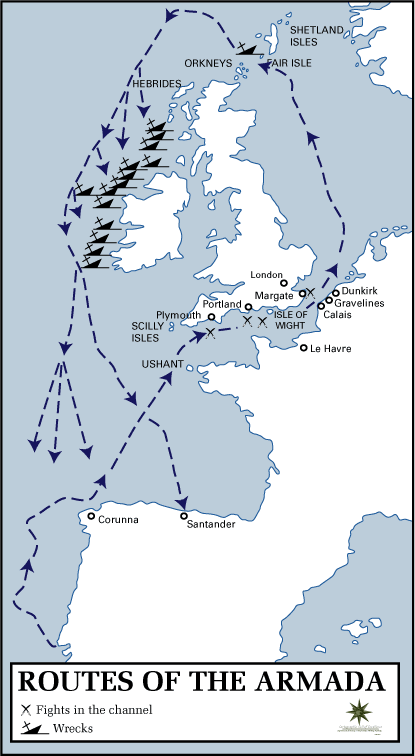
Rota da Invencível Armada.

A esquadra espanhola perdia assim a coesão, especialmente quando precisava se manter compacta e imóvel, para proteger o possível embarque. Outra desvantagem notória, que se revelou uma guinada na arte da guerra no mar, foi o maior poder de disparo dos ágeis e leves barcos ingleses. Os espanhóis, em combate marítimo, se especializaram em vencer batalhas de abordagem, como em Lepanto. Assim seus grandes navios de guerra, os galeões, eram generosos em espaço para transporte de tropas e muito estáveis no alto-mar. Se eram perfeitos para a defesa do carregamento de ouro na travessia do Atlântico, revelaram capacidade de manobra limitada em locais como o Canal da Mancha e o recortado litoral próximo. Não tinham também preparo, na época, para um combate essencialmente baseado no fogo dos canhões. Seu sistema de recarregamento era lento e o espaço de ação dos artilheiros limitado. 
De tudo isto, Drake soube ao examinar o Galeão abandonado. Tentando agrupar uma formação defensiva viável, a Armada se alinhou em frente ao pequeno porto de Gravelinas, onde já tinha poucas chances de concretizar um embarque significativo com a rapidez necessária. Os barcos ingleses eram menores porém mais numerosos, seus canhões disparavam incessantemente e quando ameaçados eram mais ágeis para fugir, mesmo em águas rasas. A estratégia dos navios incendiários também impedia os grandes barcos de se agruparem convenientemente e aumentar seu poder de fogo. Por fim, vários navios mercantes adaptados, necessários para o transporte das tropas invasoras, foram gravemente danificados ou capturados. A esquadra via-se reduzida e incapaz de cumprir sua tarefa, ao mesmo tempo impedida de voltar pelo sul devido ao bloqueio inglês, o que levou o Duque de Medina Sidonia a decidir contornar as Ilhas Britânicas. 
Nas costas da Escócia e Irlanda, uma atribulada viagem que sofreu as tempestades de setembro, típicas na região, resultou na maior parte dos naufrágios, sobretudo dos navios mercantes improvisados como naves de guerra. Dos cerca de 130 navios que chegaram a compor a esquadra, cinco foram efetivamente afundados em combate em Gravelinas, diversos sofreram danos graves e perderam condições de batalha e outros cinquenta foram perdidos na viagem de volta em tempestades, sobretudo navios mercantes. 
Enquanto circundava o arquipélago britânico, a armada não atacou nem foi atacada e manteve os ingleses em permanente tensão, apesar da grande euforia inicial com o desfecho do combate no canal. Com o retorno à Península Ibérica, atracando a maioria dos galeões de primeira classe na costa cantábrica para reparos, ficou evidente a extensão do revés para a coroa espanhola. O prejuízo financeiro e político fora grave. Teria na época Filipe II exclamado: "Não mandei meus navios para combater aos elementos!". Pareceu impossível qualquer novo plano de ataque à Inglaterra e mais ameaçadora a força de sua marinha. Esta humilhante derrota teria também grandes repercussões para Portugal.

## Consequências

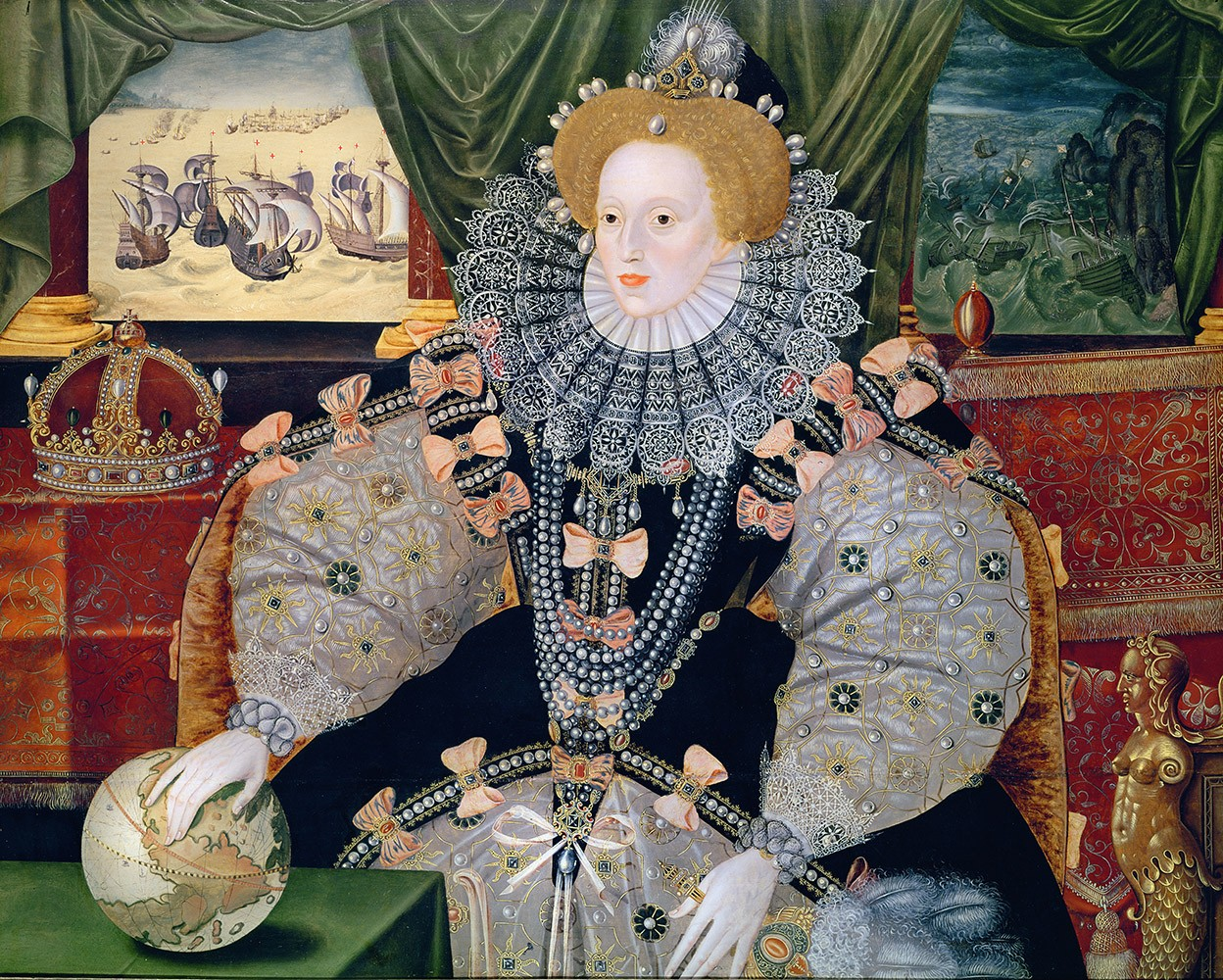
Esse retrato de Isabel I foi feito para comemorar a derrota da Armada Espanhola (representada ao fundo).

O episódio no canal foi decisivo para que holandeses e principalmente ingleses compreendessem a vantagem estratégica que uma marinha de guerra profissional poderia significar. Na ocasião do combate, grande parte da frota reunida era dos navios corsários e não pertencia à marinha militar regular. Foi só a partir de então que se deu o grande impulso que tornou a Inglaterra na maior potência naval do mundo, porém isto só se tornou patente mais de 50 anos depois. Desde o século XV e até então, tal título sempre fora outorgado a Portugal e à Espanha. 
A derrota também foi decisiva para o abandono, por parte do Império Espanhol, de qualquer projeto de investir em uma corrida armamentista naval contra ingleses e holandeses: não teria dinheiro para isto e só seria relevante proteger os carregamentos anuais de ouro e prata da América. Para tanto, a armada foi reorganizada, reequipada e modernizada, formando uma frota de galeões que era mais do que suficiente para coibir ameaças à própria Península Ibérica bem como aos comboios de metais preciosos. Porém não era uma frota de alcance global, como um dia se pensava que existiria. Esta menor dimensão das forças navais prejudicou a segurança das cargas mercantes alheias aos interesses da coroa, e o volume de negócios entre as diversas partes do Império Espanhol e a metrópole caiu em face ao contrabando oriundo de outras nações inimigas como a Holanda, Inglaterra e França.
As próprias colônias se tornaram mais desprotegidas diante do expansionismo marítimo de tais países. Porém isto foi mais sentido nas possessões portuguesas que nas espanholas. Enquanto as primeiras, como o Brasil, eram, no século XVI, áreas de ocupação litorânea, fundamentalmente, com pouca penetração continental e pequena população militar, as áreas coloniais espanholas eram interiorizadas e contavam com razoável efetivo militar terrestre permanente. Isto tornou os remanescentes do Império Português muito mais vulneráveis a invasões por mar, o que efetivamente ocorreu durante a União Ibérica e levou a um crescente ressentimento lusitano em relação ao domínio espanhol. 
Finalmente, a derrota da Armada foi intensamente e, de forma inédita, transformada em peça de propaganda inglesa e de todo o mundo protestante. Nessas versões se ressaltam um suposto caráter religioso fundamentalista da motivação de Filipe II em agredir a Inglaterra, a influência corrupta do papa, a genialidade dos corsários e almirantes ingleses e a incompetência espanhola. Se costuma afirmar, também, que o combate no canal terminou com uma vitória convencional, com muitos navios afundados do lado derrotado. A vitória inglesa foi, na verdade, uma vitória tática completa, mas a batalha em si pode ser vista como inconclusiva: apesar do triunfo, os ingleses não foram capazes de impedir o reagrupamento da frota ibérica e a perda de navios se deu em grande parte mais tarde, nas tempestades. Todos os demais mitos os fatos históricos também desmentem: havia muitos motivos estratégicos para a invasão, a Inglaterra não era neutra e jogava o que veio a ser seu mais frequente papel político (manter o balanço de poder no continente), a Espanha era uma potência naval incontestável. A armada circundou a Ilhas Britânicas e ninguém ousou tentar atacá-la, quando teria sido muito estratégico eliminá-la.
No ano seguinte, Drake comandou uma expedição inglesa à Península Ibérica, que se esquivou de atacar a frota ancorada em Santander e que apenas ocupou por pouco tempo Lisboa, tentando apoiar um movimento de insurreição português. Logo, teve de se retirar antes de enfrentar as tropas leais a Filipe II. Um confronto naval aberto com a marinha de guerra da coroa espanhola (fundamentalmente com os grandes galeões de guerra portugueses) não parecia estar ao alcance dos ingleses na época, o que não mais seria temido num futuro próximo. No entanto, a versão da propaganda é até hoje influente no imaginário popular dos países de língua Inglesa e muito ajudou a desgastar a imagem do Império Espanhol, obscurecer suas virtudes e complexidades e acentuar a identidade protestante, numa rejeição global ao mundo católico.

## Navios portugueses envolvidos
Os seguintes navios da armada portuguesa (Esquadrão de Portugal), construídos em Portugal e propriedade da Coroa de Portugal, participaram na batalha:
Galeões
- São Martinho 48 canhões (Líder de toda a Armada [Capitânia da Armada], e Líder de secção [Esquadrão de Portugal], Duque de Medina-Sidonia)
- São João 50 canhões (Vice-líder de toda a Armada [Almiranta da Armada] e Vice-líder de secção [Esquadrão de Portugal])
- São Marcos 33 canhões (Dom Diogo Pimentel ou Penafiel) — obrigado a vir a terra, danificado, cerca 8 agosto perto de Ostend.
- São Felipe 40 canhões (Dom Francisco de Toledo) — veio a terra em 8 agosto entre Nieupoort e Ostend, capturado pelos Holandeses 9 agosto
- São Luis 38 canhões
- São Mateus 34 canhões — veio a terra dia 8 agosto entre Nieupoort e Ostend, capturado pelos Holandeses a 9 de agosto
- Santiago 24 canhões
- Galeão de Florença (nau em design) 52 canhões (ou San Francesco ex-Levantine [ex-esquadrão do Levante], Niccolo Bartoli) - nau italiana integrada no esquadrão de galeões de Portugal.
- São Cristóvão 20 canhões
- São Bernardo 21 canhões
- Zabra Augusta 13 canhões
- Zabra Julia 14 canhões

Três grandes galeões portugueses anteriormente escolhidos foram dispensados, dois pelo seu estado e antiguidade, e um que seguiu para o Oriente.
Galés:
- Capitania (5 canhões)
- Princesa (5 canhões)
- Diana (5 canhões)
- Bazana (5 canhões)